# César Black
 César Black ( Argentina, 1910, 1986) fue un abogado especialista en Derecho Penal que fue juez en lo penal de instrucción e integró la Cámara Federal en lo Penal y la Corte Suprema de Justicia de Argentina.
En 1980 fue designado por el dictador Jorge Rafael Videla para integrar la Corte Suprema de Justicia de la Nación en reemplazo del fallecido Emilio Miguel Roberto Daireaux y compartió el Tribunal, en distintos momentos, con Abelardo Francisco Rossi, Adolfo Gabrielli, Elias P. S. Guastavino y  Carlos Alfredo Renom. Renunció al cargo en 1983.